# Dicranomyia hamata
Dicranomyia hamata är en tvåvingeart som beskrevs av Becker 1908. Dicranomyia hamata ingår i släktet Dicranomyia och familjen småharkrankar. Inga underarter finns listade i Catalogue of Life.